# 존 게이

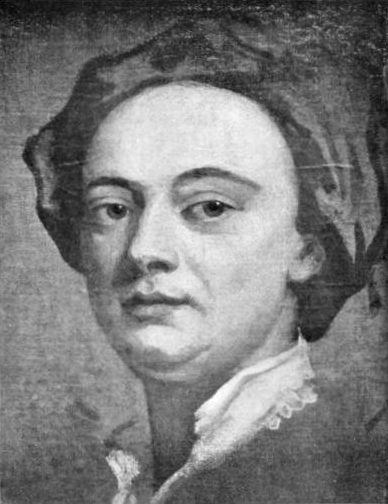
존 게이(John Gay)

존 게이(영어: John Gay, 1685년 6월 30일 ~ 1732년 12월 4일)는 잉글랜드의 극작가, 시인이다.

## 생애
존 게이는 잉글랜드의 반스터블에서 태어났다. 조너선 스위프트, 알렉산더 포프 등과 가깝게 지냈으며 뛰어난 재능으로 젊은 나이에 명성을 얻었다. 그러나 주위의 충고를 듣지 않고 투기를 한 끝에 1720년 남해 거품 사건으로 재산을 탕진했다. 이후 1728년 발표한 발라드 오페라 《거지 오페라》 및 그 속편 《폴리》 등이 큰 인기를 끌었다. 정부를 비판하고 풍자하는 작풍 때문에 로버트 월폴 등 고위층의 미움을 사기도 했으나 퀸즈베리 공작 부부, 벌링턴 백작 등 유력한 후원자도 끊이지 않았다. 그는 1732년에 죽었고 웨스트민스터 사원에 묻혔다. 그의 묘비명은 다음과 같다.
| “ | 인생은 농담 만사가 그것을 말해준다 나 일찍이 그렇게 생각하였으나 지금은 그것을 안다 | ” |
|   | —                                                                                   |   |

## 거지 오페라
그는 1720년대 중반 조너선 스위프트에게서 뉴게이트 형무소의 죄수들의 도덕성은 상류층의 그것과 다를 바 없으며 죄수들만으로도 좋은 연극이나 오페라를 만들 수 있다는 말을 듣고 런던에서 활동 중이던 독일인 작곡가 요한 크리스토프 페푸슈와 협력해 이 작품을 발표했다. 게이는 《거지 오페라》를 통해 당시 상류층이 열광하던 이탈리아 오페라를 통렬하게 풍자했고 이 작품은 대중들에게 큰 인기를 끌었다. 원작자인 존 게이는 물론 《거지 오페라》를 처음 공연한 링컨즈 인 필드 극장의 경영자 존 리치도 《거지 오페라》의 흥행으로 큰 성공을 거두었다(리치는 그 수익으로 코번트 가든 극장을 세웠다). 20세기의 독일 극작가 베르톨트 브레히트의 1928년도 작품 《서푼짜리 오페라》는 《거지 오페라》를 원작으로 한 작품이다.